# 휴고 존스톤버트
휴고 존스톤버트(영어: Hugo Johnstone-Burt)는 오스트레일리아의 배우이다.